# William Lampley
Pour les articles homonymes, voir Lampley.
William Lampley, mort exécuté à Gloucester le 12 février 1588 est un laïc martyr catholique anglais sous le règne d'Elizabeth Ire.

## Biographie
L'histoire de William Lampley ressemble en de nombreux points à celle d'autres laïcs anglais morts martyrs comme lui pour avoir aidé les prêtres catholiques présents dans le royaume. Commerçant en ganterie et catholique, il fait partie d'un réseau mis en place pour protéger les prêtres. Il est arrêté après avoir été dénoncé par un de ses proches qu'il essayait de convaincre de devenir catholique. On lui propose la vie sauve s'il renonce à sa foi, ce qu'il refuse. William Lampley subit le supplice réservé aux traîtres à savoir pendaison, éviscération et écartèlement, peine normalement appliquée aux prêtres catholiques.

## Vénération
Déclaré bienheureux par Jean-Paul II en 1987 William Lampley fut l'un des quatre-vingt-cinq martyrs d'Angleterre et de Galles béatifiés par ce pape. Il est fêté le 12 février.